# Pomračenje (roman)
Pomračenje (енгл. Eclipse) je romantično-fantastični roman Stefani Majer, treći iz serijala Sumrak. Objavljena je 2007. u tvrdom ukoričenju. Roman nastavlja priču o 18-godišnjoj Beli Svon i njenoj ljubavi, vampiru Edvardu Kalenu.

## Radnja romana
Sve započinje sa nizom misterioznih, krvavih ubistava u Sijetlu, SAD. Edvard Kulen pretpostavlja da
su ih počinili vampiri nezasito gladni ljudske krvi. U međuvremenu Bela se iznova zbližava sa Džejkobom vukodlakom i njegovim čoporom. Onda Edvardova sestra Alis Kulen dobija viziju u kojoj vidi da se vampirica Viktorija vratila u Forks sa armijom vampira ne bi li ubila Belu. U ovoj situaciji opšte uzbune Edvard prosi Belu i ona pristaje da se uda za njega.
Kako se borba približava Džejkob zabrinut za Belu zbog njene udaje sa vampirom pokušava da se ubije ali ga ona sprečava tako što ga strasno poljubi. Tada shvata da ih obojicu voli. U samoj bici Viktorija i njena armija bivaju uništeni a Bela između Džejkoba i Edvarda bira Edvarda. Bela treba da odluči da li će biti vampir ili ne?